# Пергем (Міннесота)
Пергем (англ. Perham) — місто (англ. city) в США, в окрузі Оттер-Тейл штату Міннесота. Населення — 3512 особи (2020).

## Географія
Пергем розташований за координатами 46°35′56″ пн. ш. 95°34′27″ зх. д. / 46.59889° пн. ш. 95.57417° зх. д. (46.598755, -95.574261).  За даними Бюро перепису населення США в 2010 році місто мало площу 8,24 км², з яких 8,23 км² — суходіл та 0,00 км² — водойми.

## Демографія
Згідно з переписом 2010 року, у місті мешкало 2985 осіб у 1304 домогосподарствах у складі 722 родин. Густота населення становила 362 особи/км².  Було 1388 помешкань (169/км²).
Расовий склад населення:
| - 94,1 % — білих - 1,1 % — чорних або афроамериканців - 0,5 % — корінних американців - 0,5 % — азіатів - 0,1 % — вихідців з тихоокеанських островів - 2,3 % — осіб інших рас |

До двох чи більше рас належало 1,5 %. Частка іспаномовних становила 4,8 % від усіх жителів.
За віковим діапазоном населення розподілялося таким чином: 22,6 % — особи молодші 18 років, 54,0 % — особи у віці 18—64 років, 23,4 % — особи у віці 65 років та старші. Медіана віку мешканця становила 41,5 року. На 100 осіб жіночої статі у місті припадало 86,9 чоловіків;  на 100 жінок у віці від 18 років та старших — 81,4 чоловіків також старших 18 років.
Середній дохід на одне домашнє господарство  становив 60 200 доларів США (медіана — 52 708), а середній дохід на одну сім'ю — 80 213 долари (медіана — 69 076). За межею бідності перебувало 10,1 % осіб, у тому числі 7,9 % дітей у віці до 18 років та 23,4 % осіб у віці 65 років та старших.
Цивільне працевлаштоване населення становило 1530 осіб. Основні галузі зайнятості: освіта, охорона здоров'я та соціальна допомога — 25,1 %, виробництво — 23,8 %, науковці, спеціалісти, менеджери — 10,9 %, мистецтво, розваги та відпочинок — 7,6 %.